# Clan Hatakeyama
Il clan Hatakeyama (畠山氏?, Hatakeyama-shi) fu un importante clan giapponese discendente da un ramo del clan Taira da parte di Taira no Takamochi, e furono vittime di intrighi politici nel 1205, quando prima Hatakeyama Shigeyasu e poi suo padre Shigetada furono uccisi in battaglia dalle forze Hōjō a Kamakura. Dopo il 1205 gli Hatakeyama divennero discendenti del clan Ashikaga, a loro volta discesi dall'imperatore Seiwa (850-880) e dal ramo Seiwa Genji del clan Minamoto. 
Durante il periodo Sengoku i vari rami del clan presenti nell'Honshū persero la loro influenza, alcuni estinguendosi, altri diventando servitori di daimyō più potenti.

## Storia
La prima famiglia si estinse nel 1205 e Ashikaga Yoshizumi, figlio di Ashikaga Yoshikane, fu scelto da Hōjō Tokimasa per far rivivere il nome degli Hatakeyama. Yoshizumi sposò la figlia di Tokimasa, vedova di Hatakeyama Shigeyasu (l'ultimo Hatakeyama della prima linea), ed ereditò i domini degli Hatakeyama (1205). Dopo questi avvenimenti la nuova famiglia cambiò la propria discendenza con il clan Minamoto (Seiwa Genji).
Il clan fu un alleato dello shogunato Ashikaga contro la Corte Imperiale durante le guerre del periodo Nanboku-chō e fu ricompensato dallo shogunato con la carica ereditaria di shugo delle provincie di Yamashiro, Kawachi, Etchū e Noto alla fine del XIV secolo. Durante il XV secolo i membri del clan Hatakeyama detenevano, sebbene non esclusivamente, il titolo di Kanrei (rappresentanti dello shōgun) avendo molta influenza sulla Corte Imperiale a Kyoto. Attorno al 1450 ci fu una lotta interna e successiva scissione del clan che lo indebolì notevolmente, facendogli perdere la posizione di Kanrei che fu assegnata al clan Hosokawa. Questa divisione iniziò con il conflitto tra Hatakeyama Masanaga e Hatakeyama Yoshinari per la successione del clan nella provincia di Kawachi. Questo scontro crebbe rapidamente, con entrambi i contendenti che guadagnarono alleati, e fu una delle scintille tra Hosokawa Katsumoto e Yamana Sōzen che diede inizio alla guerra Ōnin.
Nonostante il periodo turbolento il clan Hatakeyama mantenne abbastanza forza ed influenza durante il periodo Sengoku, diventando cento anni più tardi uno dei principali avversari di Oda Nobunaga. I principali rami del clan erano presenti nelle provincie di Kawachi, Noto e Mutsu.

### Kawachi-Hatakeyama
I Kawachi-Hatakeyama erano presenti sin dall'inizio del XVI° secolo nella provincia di Kawachi, ed erano divisi in due rami principali che discendevano da Hatakeyama Mochikuni (morto 1455). Il più potente dei due era quello di Masanaga (morto 1493). Masanaga era stato adottato da Mochikuni e si scontrò con il figlio naturale di quest'ultimo, Yoshinari, per il comando del clan.

### Nihonmatsu-Hatakeyama
I Nihonmatsu-Hatakeyama, conosciuti anche come Mutsu-Hatakeyama, governavano dal castello di Nihonmatsu nel sud di Mutsu, in quella che oggi è l'area attorno alla città di Nihonmatsu, e videro il loro potere diminuire gradualmente nel corso del periodo Sengoku, finché divennero vassalli del clan Ashina. Alleati al clan Kasai si scontrarono numerose volte con la famiglia Date finché non furono definitivamente sconfitti nel 1586 da Date Masamune, nella battaglia di Hitotoribashi.

### Noto-Hatakeyama
Questo ramo degli Hatakeyama, con sede nello han di Nanao a Noto, fu indebolito da conflitti interni che mise fine alla loro indipendenza attorno al 1570.

## Membri importanti del clan
- Hatakeyama Shigeyoshi - figlio di Chichibu Shigehiro, fondatore del clan Hatakeyama.
- Hatakeyama Shigetada (1165–1205) - Un samurai che fu al fianco dei Minamoto durante la guerra Genpei.
- Hatakeyama Shigeyasu (?-1205) - Figlio di Shigetada. Ultimo erede della prima linea Hatakeyama.
- Hatakeyama Yoshizumi (1175-1210) - Figlio di Ashikaga Yoshikane. Primo della seconda linea Hatakeyama.
- Hatakeyama Motosumi - divenne Kanrei nel 1398.
- Hatakeyama Yoshinari (1437?-1491) - rivale di Masanaga per il titolo Kanrei nel 1467.
- Hatakeyama Masanaga (1442-1493) - rivale di Yoshinori per il titolo Kanrei nel 1467.
- Hatakeyama Yoshifusa (1491-1545) - daimyō di Noto e capo del ramo Noto-Hatakeyama.
- Hatakeyama Yoshitsugu (1518-1590) - figlio di Yoshifusa, appartenente al ramo Noto-Hatakeyama.
- Hatakeyama Yoshitsuna (1536-1594) - figlio di Yoshitsugu, appartenente al ramo Noto-Hatakeyama.
- Hatakeyama Yoshiharu (1545?-1643?) - figlio di Yoshitsugu, appartenente al ramo Noto-Hatakeyama, successivamente noto come Jōjō Masashige.
- Hatakeyama Yoshinori (1554-1574) - figlio di Yoshitsuna, appartenente al ramo Noto-Hatakeyama.
- Hatakeyama Yoshitaka (1556-1576) - figlio di Yoshitsuna, appartenente al ramo Noto-Hatakeyama.
- Hatakeyama Takamasa (1526-1576) - Kawachi-Hatakeyama.
- Nihonmatsu Yoshitsugu (1552-1585) - Nihonmatsu-Hatakeyama.
- Nihonmatsu Yoshikuni (1552-1585) - Nihonmatsu-Hatakeyama.
- Nihonmatsu Yoshitaka (1576–1655?) - Nihonmatsu-Hatakeyama.